# Milange
Milange est une ville du Mozambique située dans la province de Zambézie. C’est le chef-lieu du district de Milange.

## Géographie
La ville se situé juste au sud de la Ruo, qui forme la frontière avec le Malawi. Immédiatement à l'Est se trouve le mont Tumbine (en) et au Nord le mont Mulanje, sur le territoire du Malawi.